# Розендал (Гелдерланд)
Розендал (нидерл.  Rozendaal) — община в провинции Гелдерланд (Нидерланды).
Розендал — самая маленькая по численности населения община на материковой части Нидерландов. Только Влиланд и Схирмонниког имеют меньше жителей. Розендал также является наименее густонаселенной общиной на материковой части Нидерландов (Вирингермер был еще менее заселен, если включить в него водную поверхность, но в 2012 году он был объединен с общинами Анна-Полона, Виринген и Нидорп в общину Холландс-Крон).

## География
Территория общины занимает 27,92 км². На 1 августа 2020 года в общине проживало 1 697 человек.